# تريغيروس
بلدية تريغيروس (بالإسبانية: Trigueros) هي بلدية تقع في مقاطعة ولبة التابعة لمنطقة أندلوسيا جنوب إسبانيا.

## الديموغرافيا
بلغ عدد سكان بلدية تريغيروس 7.820 نسمة عام 2011 (وفقاً للمعهد الوطني الإسباني للإحصاء).
| 7.280 | 7.225 | 7.194 | 7.260 | 7.396 | 7.729 | 7.820 |